# Square (Band)
Square ist eine Ska-Punk Band aus Örebro, Schweden.

## Geschichte
Die Band wurde 1998 noch im Teenager-Alter der Mitglieder gegründet. Bereits 1999 entwickelten sie ihr uniformes Bühnenbild, die blau-grauen Shirts und begannen in ganz Schweden aufzutreten. Später folgen zwei erfolgreiche Tourneen durch Europa.

## Stil
Laut eigener Aussage machen Square Musik, weil es keine andere Band gibt, die die Musik macht, die sie hören wollen. Ihren Stil nennen sie selbst Speed-Garage-Ska, eine Mischung aus schnellem Ska-Punk und  Garage-Rock der 60er Jahre. Zu ihren Einflüssen zählen Bands wie The Hives, Franz Ferdinand, The Movement, Furillo oder Primus.

## Diskografie

### Alben
- 2003: Organized Music (Fucking North Pole Records)
- 2004: Organic Square (Fuzzorama Records)
- 2009: SQR LM 019 (Übersee Records)

### Kompilationen
- 2008: Übersee Vintage 2008 (Übersee Records, Promotional CD)
- 2008: Echte Übersee Records Vol. 3 (Übersee Records)